# Лафайет Парк (Сан-Франциско)
Лафайет Парк (англ. Lafayette Park) — парк в городе Сан-Франциско, штате Калифорния, США. Располагается в городском районе Пасифик Хайтс (англ. Pacific Heights) между улицами Вашингтон (англ. Washington street), Сакраменто (англ. Sacramento street), Гоф (англ. Gough street) и Лагуна (англ. Laguna street). Создан в 1936 году. Площадь 11,49 акров. 
Парк находится на холме, благодаря чему из парка открываются многочисленные живописные виды, включая виды на остров Алькатрас и залив Сан-Франциско. В парке располагаются два теннисных корта, детская площадка, туалеты и зона для пикников.

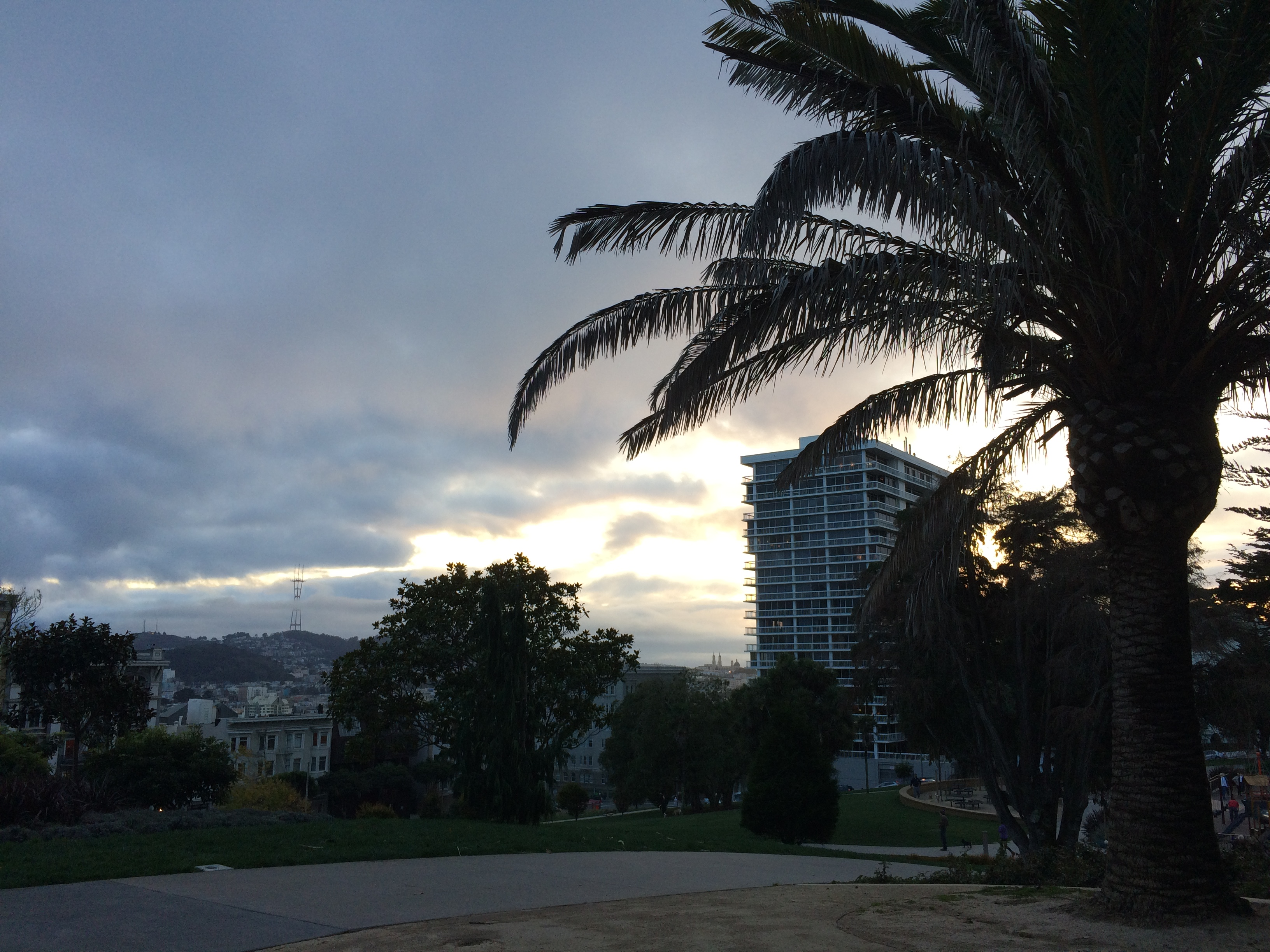
Вид из парка на закате